# Point-and-click

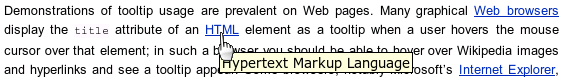
HTML — типичный пример использования интерфейса point-and-click

Point-and-click (point’n’click, point-n-click, с англ. — «укажи и щёлкни») — один из методов управления графическим интерфейсом пользователем, заключающийся в наведении указателя (курсора) на активную область и нажатии кнопки по этой области. Главным образом в качестве манипулятора для управления данным действием используется компьютерная мышь, однако могут быть задействованы аналоги либо заменители мыши (джойстик, клавиатура). Типичным примером point-and-click является использование мыши в гипертекстовом документе, где нажатие по ссылке инициирует переход в другую область документа или в другой документ.

## Использование в компьютерных играх

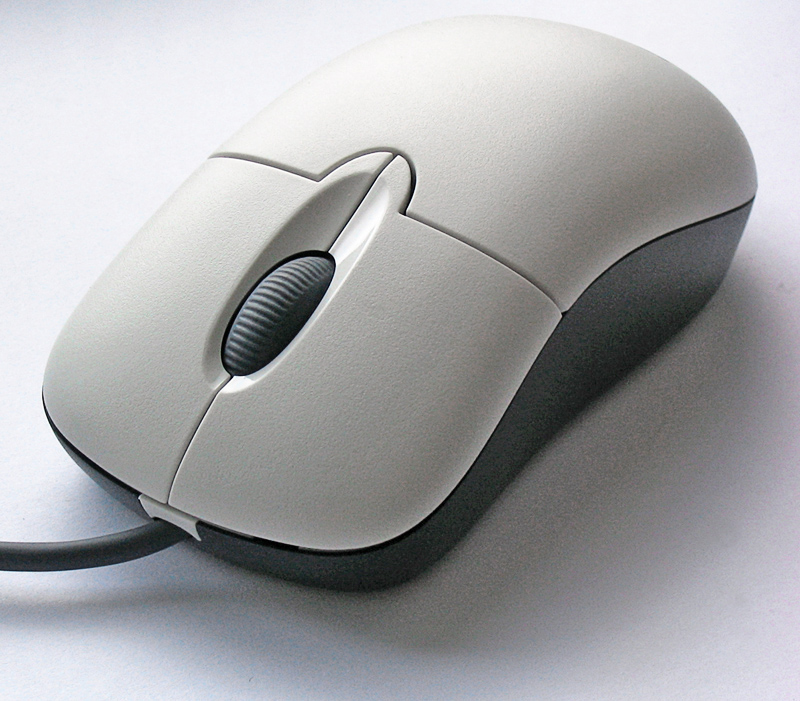
Компьютерная мышь — основной манипулятор

Интерфейс point-and-click стал широко распространяться в компьютерных играх начиная с 1980-х годов с появлением мультимедийных домашних компьютеров (Amiga, Atari ST, IBM PC, Macintosh), которые уже могли поддерживать оконный интерфейс в своих операционных системах.
Одними из первых point-and-click стали использовать графические приключенческие игры как наиболее удобный способ взаимодействия пользователя с игровым миром. Этот метод произвёл небольшую революцию в данном жанре — произошёл основополагающий переход игры от первого лица к третьему, появился главный герой как обособленный игровой персонаж. Также наметился переход от командного режима управления персонажа (ввод глаголов-команд в текстовой строке) к управлению манипулятором. И хотя в некоторых играх Sierra On-Line всё ещё использовала текстовый режим, point-and-click практически полностью его вытеснил и стал доминирующим к началу 1990-х годов в жанре приключений.
В других жанрах point-and-click получил ограниченное распространение. Наиболее активно он используется в ролевых играх (для примера можно взять серию игр Diablo) и некоторых логических играх, таких как Lemmings.